# NHL 1926./27.
NHL-sezona 1926./27. je bila deseta odigrana sezona NHL-a. 10 momčadi, podijeljeni na dvije skupine, odigrali su 44 utakmica. U svakoj skupini je igrao treći i drugi plasiran u četvrtfinalu jedan protiv drugoga. Pobjednik je u polufinalu igrao za ulazak u finale Stanleyevog kupa protiv najbolje momčad svoje divizije. Stanleyjev kup je pobijedila momčad Ottawe Senatorsa protiv Boston Bruinse. Ottawa je pobijedila s 2:0 pobjeda, dvije utakmice ostale su neriješeno. 
Tri nove momčadi se priključuju NHL-u, Chicago Blackhawksi, Detroit Cougarsi New York Rangersi. Sve tri momčadi i danas još igraju u NHL-u.
Momčad St. Patricksa je trebala biti prodana u SAD, ali je Conn Smythe skupio 16 sponzora koji su za 160.000$ kupili momčad. S tom kupnjom se promijenili boje kluba u plavo-bijelo i momčad dobiva novo ime,  Toronto Maple Leafs.
U New Yorškom derbiju je skoro došlo do tragične nesreće. Igrač Shorty Green ozlijedio je teško bubreg i skoro preminuo, bio je u životnoj opasnosti i bubreg mu je izvađen. green se oporavio ali nikad nije više aktivno igrao hokej na ledu.
Jedna od najprepoznatljivim osoba NHL-a je bio trener Bostona Art Ross. Neprekidno je pokušavao popraviti opremu. Na njegov prijedlog NHL je uvela nove pločice i mreže za gol, da pločica ne iskače iz gola.

## Regularna sezona

### Ljestvice
Kratice: P = Pobjede, Po. = Porazi, N = Neriješeno, G= Golovi, PG = Primljeni Golovi, B = Bodovi
| Kanadska divizija   | P  | Po. | N | G  | PG | B  |
| ------------------- | -- | --- | - | -- | -- | -- |
| Ottawa Senators     | 30 | 10  | 4 | 86 | 69 | 64 |
| Montreal Canadiens  | 28 | 14  | 2 | 99 | 67 | 58 |
| Montreal Maroons    | 20 | 20  | 4 | 71 | 68 | 44 |
| New York Americans  | 17 | 25  | 2 | 82 | 91 | 36 |
| Toronto Maple Leafs | 15 | 24  | 5 | 79 | 94 | 35 |

| Američka divizija  | P  | Po. | N | G   | PG  | B  |
| ------------------ | -- | --- | - | --- | --- | -- |
| New York Rangers   | 25 | 13  | 6 | 95  | 72  | 56 |
| Boston Bruins      | 21 | 20  | 3 | 97  | 89  | 45 |
| Chicago Blackhawks | 19 | 22  | 3 | 115 | 116 | 41 |
| Pittsburgh Pirates | 15 | 26  | 3 | 79  | 108 | 33 |
| Detroit Cougars    | 12 | 28  | 4 | 76  | 105 | 28 |

### Najbolji strijelci
Kratice: Ut. = Utakmice, G = Golovi, A = Asistenciije, B = Bodovi
| Igrač             | Momčad         | Ut. | G  | A  | B  |
| ----------------- | -------------- | --- | -- | -- | -- |
| Bill Cook         | NY Rangers     | 44  | 33 | 4  | 37 |
| Dick Irvin        | Chicago        | 43  | 18 | 18 | 36 |
| Howie Morenz      | Montreal       | 44  | 25 | 7  | 32 |
| Frank Fredrickson | Detroit/Boston | 41  | 18 | 13 | 31 |
| Babe Dye          | Chicago        | 41  | 25 | 5  | 30 |
| Ace Bailey        | Toronto        | 42  | 15 | 13 | 28 |
| Frank Boucher     | NY Rangers     | 44  | 13 | 15 | 28 |
| Billy Burch       | NY Americans   | 43  | 19 | 8  | 27 |
| Harry Oliver      | Boston         | 42  | 18 | 6  | 24 |
| Duke Keats        | Boston/Detroit | 42  | 16 | 8  | 24 |

## Doigravanje za Stanleyev Cup
Sve utakmice odigrane su 1927. godine.

### Polufinale divizije
| Kanadska divizija                                                          | Kanadska divizija                       | Kanadska divizija                       | Kanadska divizija                       | Kanadska divizija                       | Kanadska divizija                       |
| Montreal Maroons vs. Montreal Canadiens                                    | Montreal Maroons vs. Montreal Canadiens | Montreal Maroons vs. Montreal Canadiens | Montreal Maroons vs. Montreal Canadiens | Montreal Maroons vs. Montreal Canadiens | Montreal Maroons vs. Montreal Canadiens |
| Datum                                                                      | Gostujuća momčad                        | Gostujuća momčad                        | Domaćin                                 | Domaćin                                 |                                         |
| -------------------------------------------------------------------------- | --------------------------------------- | --------------------------------------- | --------------------------------------- | --------------------------------------- | --------------------------------------- |
| 29. ožujka                                                                 | Mtl. Canadiens                          | 1                                       | 1                                       | Mtl. Maroons                            |                                         |
| 31. ožujka                                                                 | Mtl. Maroons                            | 0                                       | 1                                       | Mtl. Canadiens                          |                                         |
| Canadiense pobjeđuju seriju s 2:1 gola i kvalificiraju se finale divizije. |                                         |                                         |                                         |                                         |                                         |

| Američka divizija                                                       | Američka divizija                    | Američka divizija                    | Američka divizija                    | Američka divizija                    | Američka divizija                    |
| Chicago Blackhawks vs. Boston Bruins                                    | Chicago Blackhawks vs. Boston Bruins | Chicago Blackhawks vs. Boston Bruins | Chicago Blackhawks vs. Boston Bruins | Chicago Blackhawks vs. Boston Bruins | Chicago Blackhawks vs. Boston Bruins |
| Datum                                                                   | Gostujuća momčad                     | Gostujuća momčad                     | Domaćin                              | Domaćin                              |                                      |
| ----------------------------------------------------------------------- | ------------------------------------ | ------------------------------------ | ------------------------------------ | ------------------------------------ | ------------------------------------ |
| 29. ožujka                                                              | Boston                               | 6                                    | 1                                    | Chicago                              |                                      |
| 31. ožujka                                                              | Chicago                              | 4                                    | 4                                    | Boston                               |                                      |
| Boston pobjeđuju seriju s 10:5 golova i kvalificira se finale divizije. |                                      |                                      |                                      |                                      |                                      |

### Finale divizije
| Canadian Division                                                            | Canadian Division                      | Canadian Division                      | Canadian Division                      | Canadian Division                      | Canadian Division                      |
| Montreal Canadiens vs. Ottawa Senators                                       | Montreal Canadiens vs. Ottawa Senators | Montreal Canadiens vs. Ottawa Senators | Montreal Canadiens vs. Ottawa Senators | Montreal Canadiens vs. Ottawa Senators | Montreal Canadiens vs. Ottawa Senators |
| Datum                                                                        | Gostujuća momčad                       | Gostujuća momčad                       | Domaćin                                | Domaćin                                |                                        |
| ---------------------------------------------------------------------------- | -------------------------------------- | -------------------------------------- | -------------------------------------- | -------------------------------------- | -------------------------------------- |
| 2. travnja                                                                   | Ottawa                                 | 4                                      | 0                                      | Mtl. Canadiens                         |                                        |
| 4. travnja                                                                   | Mtl. Canadiens                         | 1                                      | 1                                      | Ottawa                                 |                                        |
| Ottawa pobjeđuje seriju 5:1 golova i kvalificira se finale Stanleyevog Cupa. |                                        |                                        |                                        |                                        |                                        |

| American Division                                                                | American Division                  | American Division                  | American Division                  | American Division                  | American Division                  |
| Boston Bruins vs. New York Rangers                                               | Boston Bruins vs. New York Rangers | Boston Bruins vs. New York Rangers | Boston Bruins vs. New York Rangers | Boston Bruins vs. New York Rangers | Boston Bruins vs. New York Rangers |
| Datum                                                                            | Gostujuća momčad                   | Gostujuća momčad                   | Domaćin                            | Domaćin                            |                                    |
| -------------------------------------------------------------------------------- | ---------------------------------- | ---------------------------------- | ---------------------------------- | ---------------------------------- | ---------------------------------- |
| 2. travnja                                                                       | NY Rangers                         | 0                                  | 0                                  | Boston                             |                                    |
| 4. travnja                                                                       | Boston                             | 3                                  | 1                                  | NY Rangers                         |                                    |
| Boston pobjeđuje seriju s 3:1 golova i kvalificira se za finale Stanleyevog Cupa |                                    |                                    |                                    |                                    |                                    |

### Finale Stanleyevog Cupa
| Boston Bruins vs. Ottawa Senators                              | Boston Bruins vs. Ottawa Senators | Boston Bruins vs. Ottawa Senators | Boston Bruins vs. Ottawa Senators | Boston Bruins vs. Ottawa Senators | Boston Bruins vs. Ottawa Senators |
| Datum                                                          | Gostujuća momčad                  | Gostujuća momčad                  | Domaćin                           | Domaćin                           |                                   |
| -------------------------------------------------------------- | --------------------------------- | --------------------------------- | --------------------------------- | --------------------------------- | --------------------------------- |
| 7. travnja                                                     | Ottawa                            | 0                                 | 0                                 | Boston                            |                                   |
| 9. travnja                                                     | Ottawa                            | 3                                 | 1                                 | Boston                            |                                   |
| 11. travnja                                                    | Boston                            | 1                                 | 1                                 | Ottawa                            |                                   |
| 13. travnja                                                    | Boston                            | 1                                 | 3                                 | Ottawa                            |                                   |
| Ottawa pobjeđuje seriju s 2:0 pobjeda i osvaja Stanleyjev kup. |                                   |                                   |                                   |                                   |                                   |

### Najbolji strijelci doigravanja
Kratice: Ut. = Utakmice, G = Golovi, A = Asistenciije, B = Bodovi
| Igrač           | Momčad | Ut. | G | A | B |
| --------------- | ------ | --- | - | - | - |
| Harry Oliver    | Boston | 8   | 4 | 2 | 6 |
| Percy Galbraith | Boston | 8   | 3 | 3 | 6 |

## Nagrade NHL-a
| Hart Memorial Trophy:      | Herb Gardiner, Montreal Canadiens     |
| Lady Byng Memorial Trophy: | Billy Burch, New York Americans       |
| Vezina Trophy:             | George Hainsworth, Montreal Canadiens |

## Vanjske poveznice
- Hacx.de: Sve ljestvice NHL-a  Arhivirana inačica izvorne stranice od 24. siječnja 2008. (Wayback Machine)